# Motorenfabrik Magnet

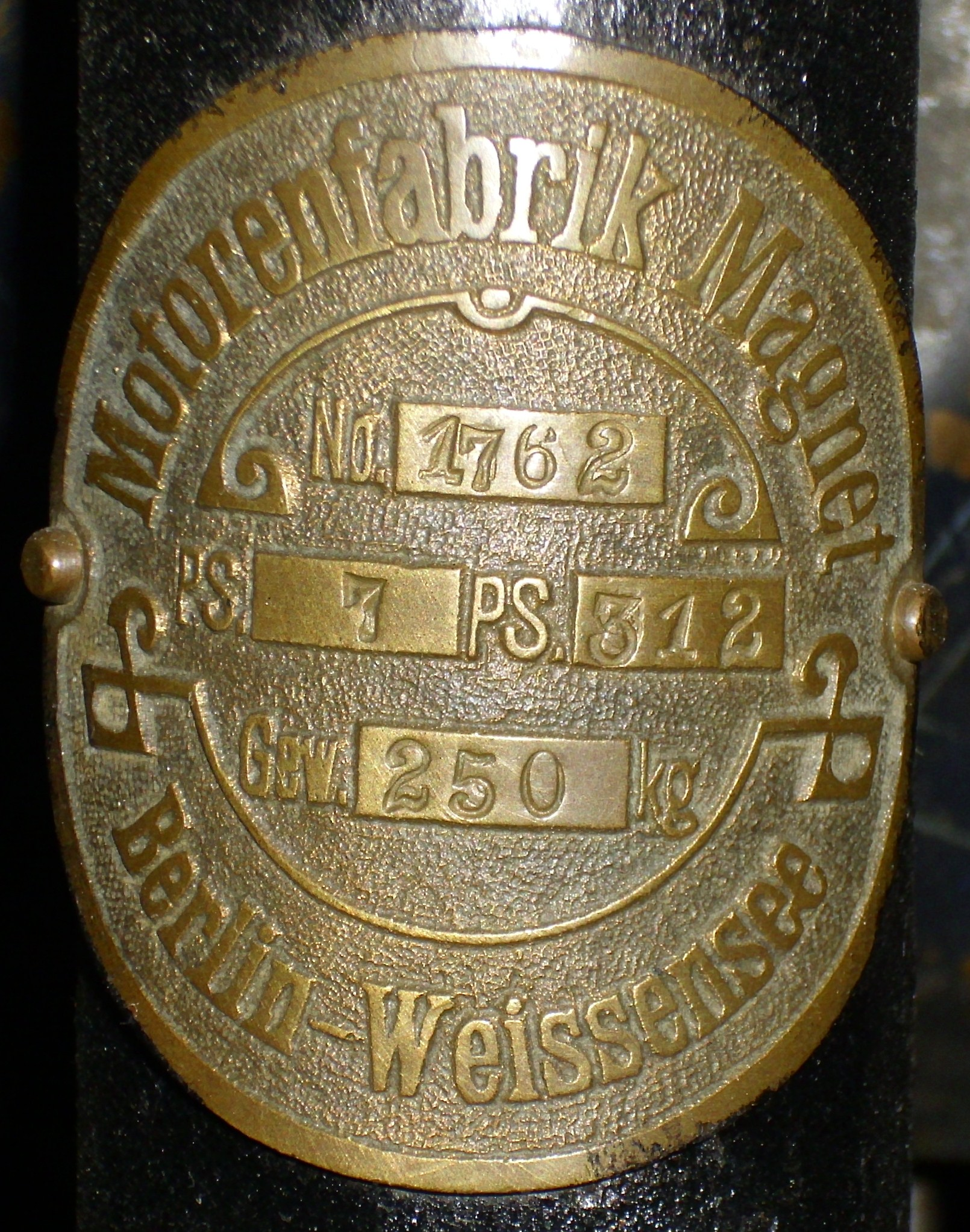
Emblem

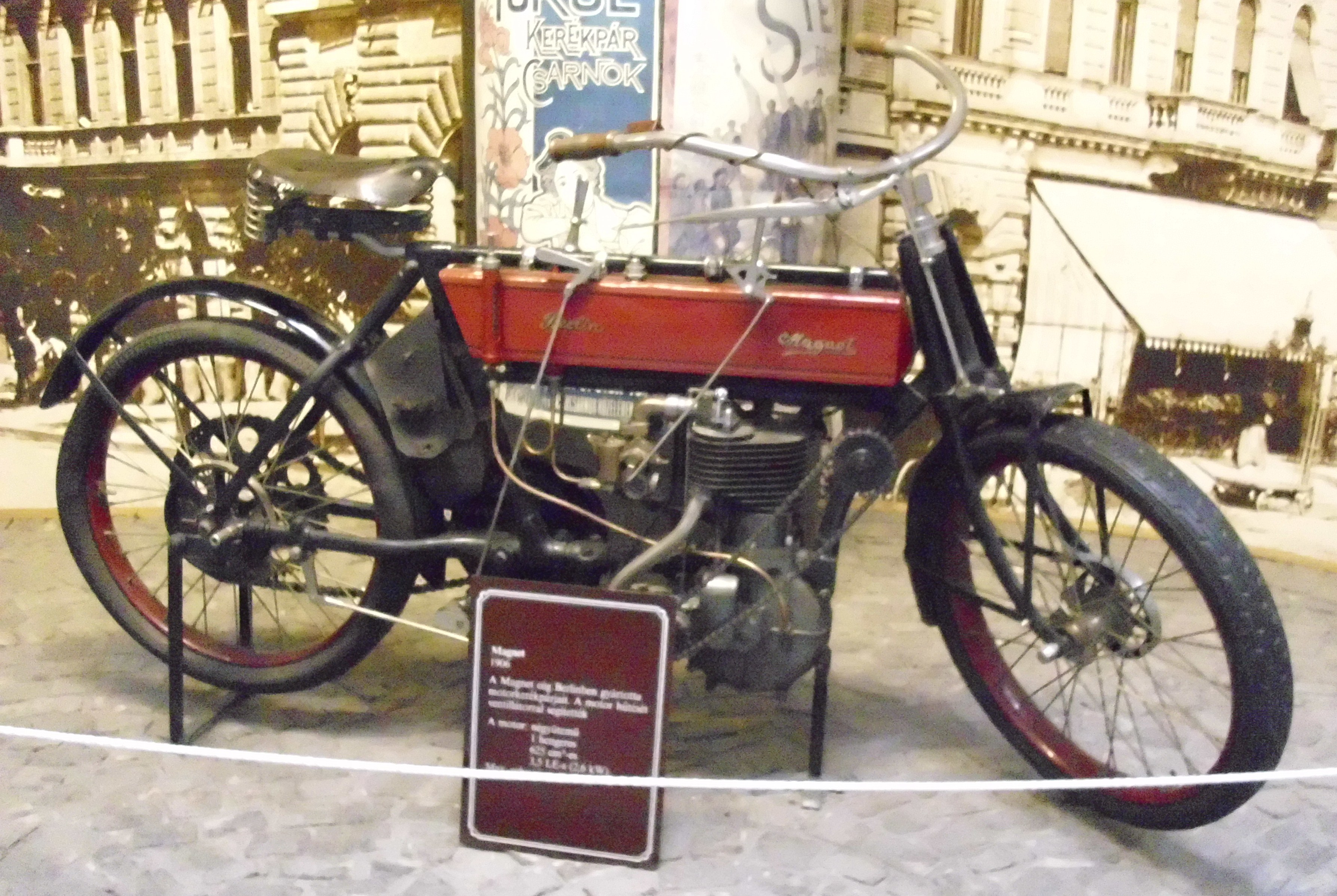
Magnet Motorrad von 1906

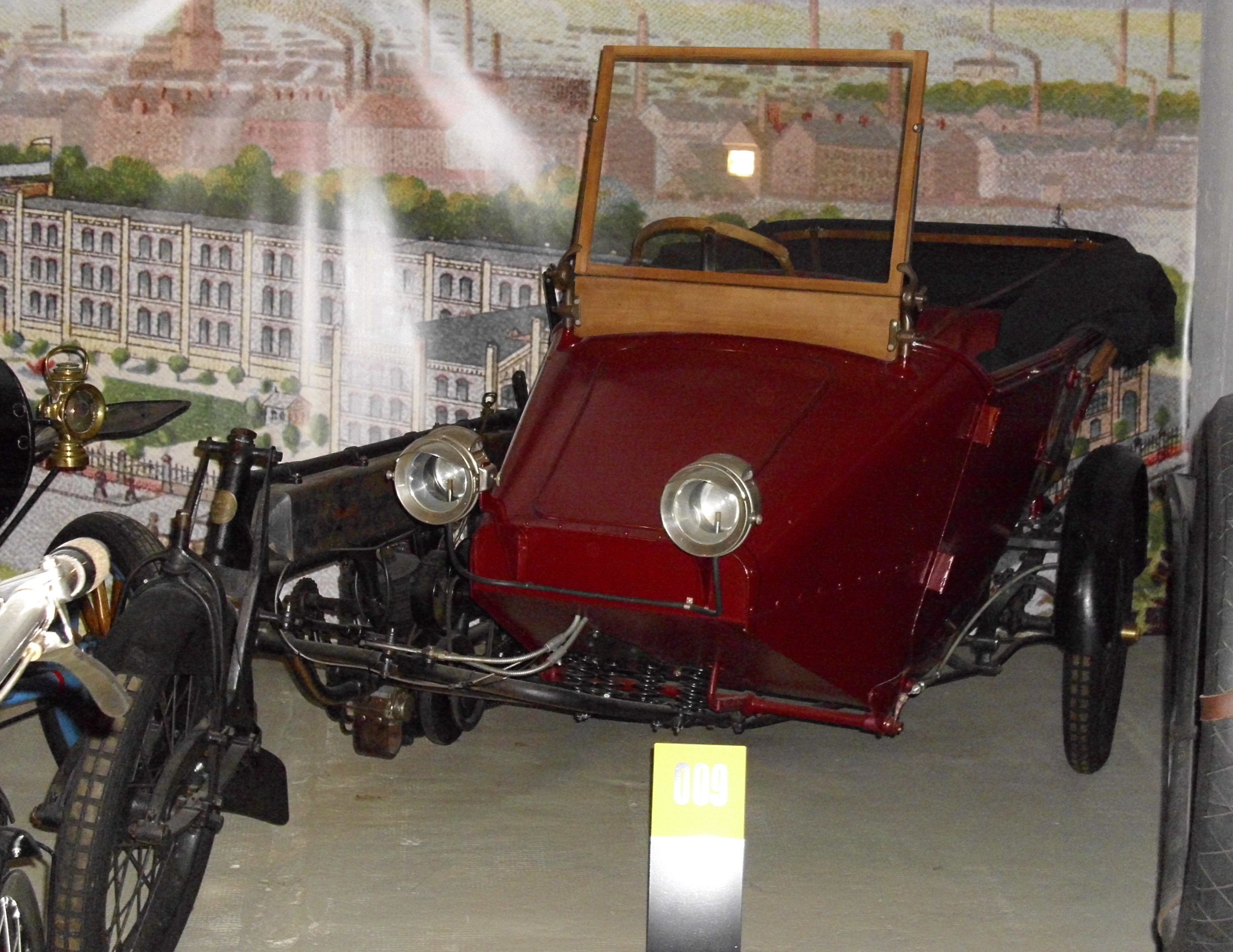
Magnet Selbstfahrer

Die Motorenfabrik Magnet GmbH, später Magnet-Motoren AG, war ein deutscher Motoren-, Motorrad- und Automobilhersteller.

## Unternehmensgeschichte
Das Unternehmen wurde 1900 in Berlin-Weißensee als Motorenfabrik Magnet GmbH gegründet. 1912 erfolgte eine Umfirmierung in Magnet-Motoren AG. Nun war das Unternehmen auch in Berlin-Halensee ansässig. 1926 endete die Produktion. Der Schwerpunkt der Produktion lag im Bau von Bootsmotoren.

## Fahrzeuge

### Motorräder
Die Produktion von Motorrädern lief von 1901 bis 1924.
Ein erhalten gebliebenes Exemplar ist im Transportmuseum von Budapest ausgestellt.

### Dreiräder
Auf Basis von Motorrädern entstanden Tricars, die Motor-Dreirad genannt wurden. Das Vorderrad wurde gegen eine Vorderachse ausgetauscht. Zwischen den Vorderrädern befand sich eine Sitzbank für eine bis zwei Personen. Die Bauzeit ist mit 1906 bis 1908 angegeben.
1908 gab es ein Magnet-Wagen genanntes Dreirad mit vorderem Einzelrad. Ein V2-Motor mit 498 cm³ Hubraum und 5 PS trieb die Fahrzeuge an.
Ab 1909 entstand das Modell Selbstfahrer. Dieses war im Prinzip ein Motorrad, aber ohne Lenker, und daneben eine Karosserie mit Lenkrad.
Bis 1924 gab es ein Dreirad, bei dem sich das einzelne Rad vorne befand. Der V2-Motor mit wahlweise 750 cm³ oder 830 cm³ Hubraum war oberhalb des Vorderrades montiert, ähnlich wie beim Phänomobil. Eine andere Quelle gibt die Bauzeit von 1921 bis 1926 an. Erhältlich waren Personenkraftwagen und Lieferwagen mit Kasten.
Ein Selbstfahrer ist im Museum für sächsische Fahrzeuge in Chemnitz ausgestellt.

### Vierrädrige Automobile
Ab 1924 entstanden Fahrzeuge mit vier Rädern. Dies war zunächst das Modell 4/14 PS und ab 1926 der 5/20 PS.